# Народы майя-киче
Майя-киче — индейские народы, говорящие на языках семьи майя-киче. Некоторые исследователи называют её майя-соке, включая сюда народы михе-соке, или майя-соке-тотонак (включая также тотонакские языки), некоторые включают её как отдельную ветвь в состав пенутианской филии. Наиболее крупный представитель этой семьи — собственно майя, на языке майя говорит 600 тыс. чел.(1978). Численность всей семьи −2,5 млн чел.(1970).

## Ареал расселения
Народы майя-киче расселены в Мексике, гл.образом на полуострове Юкатан, и в прилегающих районах Гватемалы и Гондураса. Собственно майя живут на севере Юкатана. Самые северные — уастеки (хуастеки) — в Мексике, на севере штата Веракрус, остальные — на территории Гватемалы, на границе Гватемалы и Мексики.

## Наиболее значительные народы
Майя, хуастеки, чоли, чонтали, цельтали, цоцили, толохабаль, цутухили, маме, киче, какчикели, кенчи, пополоки, хакальтеки, михе, соке.